# Крижанци
Крижанци (хрв. Križanci, итал. Crisanzi) су насељено место у општини Жмињ, Истарска жупанија, Хрватска.

## Историја
До територијалне реорганизације у Хрватској били су у саставу старе општине Ровињ.

## Становништво
У попису становништва из 2011. године, Крижанци су имали 151 становника.
| Број становника према пописима | Број становника према пописима | Број становника према пописима | Број становника према пописима | Број становника према пописима | Број становника према пописима | Број становника према пописима | Број становника према пописима | Број становника према пописима | Број становника према пописима | Број становника према пописима | Број становника према пописима | Број становника према пописима | Број становника према пописима | Број становника према пописима | Број становника према пописима |
| ------------------------------ | ------------------------------ | ------------------------------ | ------------------------------ | ------------------------------ | ------------------------------ | ------------------------------ | ------------------------------ | ------------------------------ | ------------------------------ | ------------------------------ | ------------------------------ | ------------------------------ | ------------------------------ | ------------------------------ | ------------------------------ |
| 1857                           | 1869                           | 1880                           | 1890                           | 1900                           | 1910                           | 1921                           | 1931                           | 1948                           | 1953                           | 1961                           | 1971                           | 1981                           | 1991                           | 2001                           | 2011                           |
| 0                              | 0                              | 124                            | 146                            | 152                            | 177                            | 0                              | 0                              | 187                            | 179                            | 142                            | 132                            | 130                            | 130                            | 138                            | 151                            |

Напомена: Године 1857, 1869, 1921. и 1931. подаци су садржани у насељу Жмињ. Садржи податке за некадашње насеље Кухари које је у употреби од 1880. до 1910. године исказивано као насеље.